# Thái Dương Cảnh Huyền
Thái Dương Cảnh Huyền (zh. 太陽警玄 tàiyáng jǐngxuán, ja. taiyō keigen, 943-1027) là Thiền sư Trung Quốc đời Tống, Tổ thứ 6 của Tào Động Tông. Sư là pháp tử của Thiền Sư Lương Sơn Duyên Quán. Đệ tử kế thừa của Sư là Thiền sư Đầu Tử Nghĩa Thanh.
Mặc dù vậy, sư và Đầu Tử Nghĩa Thanh lại chưa bao giờ gặp mặt trực tiếp. Đầu Tử Nghĩa Thanh được phó pháp Tào Động trung gian qua Phù Sơn Pháp Viễn (thuộc Lâm Tế Tông, nối pháp Diệp Huyện Quy Tỉnh) theo hình thức "Đại phó". Do lúc sinh tiền, sư không có đệ tử thừa kế và lo rằng sau khi mình mất Tông Tào Động sẽ bị thất truyền nên sư trao lại y bát, giày cỏ của mình nhờ Phù Sơn là một đệ tử từng có thời gian tham học với mình (Phù Sơn đã nhận ấn khả từ Diệp Huyện nên dĩ nhiên không thể nối pháp sư được) tìm giúp người thừa kế. Về sau, Phù Sơn gặp Đầu Tử và căn dặn Đầu Tử nối pháp Tông Tào Động, nhờ đó mà Tông Tào Động không bị thất truyền. Tại Trung Quốc và Nhật Bản, người ta coi Đầu Tử Nghĩa Thanh là đệ tử nối pháp trực tiếp của sư.

## Thân thế và hành trạng
Sư họ Trương, là người ở Giang Hạ. Năm 19 tuổi, sư thọ giới cụ túc. Kế đó, sư đến tham học với thiền sư Lương Sơn Duyên Quán.

Một hôm, sư hỏi Lương Sơn: "Bạch hoà thượng! Thế nào là đạo tràng vô tướng?" Lương Sơn chỉ tượng Quán Âm, nói: "Đây là bức tranh ta vẽ lúc còn ở ẩn." Sư định trả lời thì Lương Sơn hỏi: "Vậy cái này là có tướng, cái kia là vô tướng à?" Sư chợt tỏ ngộ, liền sụp lạy. Lương Sơn hỏi: "Sao ông không nói một câu nào hết vậy?" Sư đáp: "Nói tức không lời, e rằng chỉ trên bút giấy." Lương Sơn khen ngợi: "Lời nói này về sau sẽ được ghi lại trên bia đá."
Sư có làm bài kệ trình sở đắc của mình (Thích Thanh Từ dịch):
Hán văn
我昔初機學道迷
萬水天山覓見知
明今辨古終難會
直說無心轉更疑
蒙師點出秦時鏡
照見父母未生時
如今覺了何所得
夜放烏雞帶雪飛
Phiên âm
Ngã tích sơ cơ học đạo mê
Vạn thủy thiên sơn mích kiến tri
Minh kiêm biện cổ chung nan hội
Trực thuyết vô tâm chuyển cánh nghi.
Mong Sư điểm xuất Tần thời cảnh
Chiếu kiến phụ mẫu vị sanh thì
Như kim giác liễu hà sở đắc
Dạ phóng ô kê đới tuyết phi.
Dịch nghĩa
Con xưa học đạo cứ sai lầm
Muôn núi ngàn sông kiếm thấy nghe
Luận cổ bàn kim càng khó hội
Nói thẳng vô tâm lại sinh nghi
Nhờ thầy chỉ rõ thời Tần kính
Soi thấy cha mẹ lúc chưa sinh
Hiện nay giác ngộ đâu còn đắc
Ðêm thả gà đen trong tuyết bay.
Lương Sơn nghe kệ khen: "Có thể làm hưng thịnh tông Tào Ðộng." và sư được Lương Sơn ấn khả. Không lâu sau,  Lương Sơn truyền pháp cho sư nối pháp Tông Tào Động và phó chúc đại sự.
Sau đó, Sư từ giã thầy rồi đến trụ trì ở núi Thái Dương. Sư sống khổ hạnh, nghiêm trì giới luật, chỉ ăn ngày một bữa và cư trú tại núi Thái Dương trong 50 năm chưa bao giờ xuống núi.

## Nhờ Phù Sơn tìm giúp người kế thừa
Niên hiệu Thiên Tỉ (zh. 天璽, 1017-1022), Thiền sư Phù Sơn Pháp Viễn đến yết kiến Sư, vừa mới gặp mặt, hai bên đã thân thiết. Sư than thở với Phù Sơn rằng: "Ta đã già rồi, sau khi ta đi e rằng tông Tào Động không còn ai gánh vác." Sư có ý định truyền pháp cho Phù Sơn nối pháp nhưng vì Phù Sơn đã nhận ấn khả và truyền pháp từ Thiền sư Diệp Huyện Quy Tỉnh (tông Lâm Tế) từ trước rồi nên không thể làm pháp tử của Sư được. Phù Sơn gợi ý với sư: "Tuy con không thể nối pháp Hòa thượng nhưng con có thể giữ giày cỏ, cà sa của Hòa thượng và trao nó lại cho người hữu duyên." Sư đồng ý nói: "Sau này nếu ông tìm được người kế thừa ta, hãy đưa cho người đó bài kệ sau để làm chứng..." Sư dặn dò Phù Sơn thêm: "Người nối pháp ta phải ở ẩn 10 năm trước khi bắt đầu ra hoằng pháp." Phù Sơn nghe xong, lễ sư rồi ra đi. Sau này Phù Sơn gặp được vị tăng tên Nghĩa Thanh là người có đại duyên với Sư. Sau vị tăng này ngộ được tâm tông, thấu triệt áo chỉ (triệt ngộ), Phù Sơn bèn trao lại giày cỏ, cà sa, bức họa chân dung sư cùng bài kệ do sư căn dặn cho Nghĩa Thanh kế thừa làm pháp tử của Sư. Nhờ vậy mà tông phong Tào Động được tiếp tục, không bị thất truyền. 

## Thị tịch
Niên hiệu Thiên Thánh năm thứ năm (1027), ngày 16 tháng 7, Sư từ biệt chúng. Ba hôm sau, Sư viết kệ gửi Thị lang Vương Thự:
Ta tuổi tám mươi lăm
Tu nhân đến thế ấy
Hỏi ta đi về đâu
Tướng đỉnh trọn khó thấy.
Sư viết xong liền tịch, hưởng thọ 85 tuổi, vua sắc hiệu Minh An Đại Sư.

## Sau khi tịch
Sư có một người thị giả tên là Bình, vị này tuy hiểu được lời dạy của Sư nhưng suốt ngày chỉ lo nghĩ tới danh lợi, hay so đo đố kị với người khác. Lúc Thiền sư Lang Da Huệ Giác và Phù Sơn Pháp Viễn đến hội của Sư tham học, Thiền sư Phần Dương Thiện Chiếu sai hai vị này khám xét cơ phong của Sư. Sư thường nói với đại chúng: "Làm hưng thịnh một tông Tào Động, nếu không phải Pháp Viễn (Phù Sơn Pháp Viễn) thì là Giác (Lang Da Huệ Giác)." Hai vị này nghe được bèn nói: "Còn có thị giả Bình!", Sư chỉ tay vào ngực nói: "Bình chổ này không đẹp." Sư lại kẹp ngón tay vào cái chỉa dạy rằng: "Bình về sau sẽ chết như thế này." Trước khi tịch, sư có di chúc lại cho môn đệ rằng: "Chôn ta mười năm không có nạn sẽ cúng dường núi Đại Dương."  
Sau khi Sư tịch, môn nhân xây tháp để an trí nhục thân Sư. Lúc nhập tháp, họ sợ Bình sẽ làm điều bất lợi cho Sư, bèn đem những đồ vật bằng vàng bạc mà Đô úy Lý Hòa Văn cúng dường ghi vào bài minh của tháp, nhưng thực không để vào tháp. Ý muốn khiến thị giả Bình sợ mà không dám làm hại đến chổ an nghỉ của Sư. Tuy nhiên, sau này khi thị giả Bình được tiến cử làm trụ trì núi Đại Dương, ông ta nói: "Linh tháp của Tiên sư (Thái Dương Cảnh Huyền) phong thủy bất lợi, nay đem phá đi." Các vị tôn túc trong núi đều khuyên chớ nên làm vậy. Bình nói: "Đối với tôi có chướng ngại." rồi phá tháp, lộ ra nhục thân  Sư không bị hư hoại, vẫn tươi như lúc còn sống, ai nấy thấy cũng đều kinh sợ. Bình bèn lấy búa bổ não Sư ra, châm thêm dầu củi đốt, không lâu sau nhục thân Sư bị cháy thành tro tàn.  
Mọi người ai nấy cũng bất bình bèn đem việc này báo cho quan địa phương biết. Bình bị khép tội mưu lấy vật trong tháp và tội bất hiếu với thầy, bị bắt hoàn tục. Vì không có chổ dung thân, Bình bèn đến nương nhờ xin tá túc nơi Lang Da Huệ Giác và Phù Sơn Pháp Viễn nhưng đều bị từ chối. Sau Bình bị cọp vồ chết ở ngã ba đường, ứng nghiệm với lời tiên tri của Sư.